# ゲオルゲ・フローレスク
ゲオルゲ・フローレスク（ルーマニア語: George Florescu, 1984年5月21日 - ）はルーマニア・クルジュ＝ナポカ出身の元サッカー選手、サッカー指導者。現役時代のポジションはミッドフィールダー。

## 経歴
UEFAチャンピオンズリーグ 2004-05・予選1回戦のASジュネス・エシュ戦でUEFAチャンピオンズリーグに初出場、UEFAチャンピオンズリーグ 2005-06・予選1回戦のスリマ・ワンダラーズFC戦で初ゴールを記録した。また、UEFAカップ 2008-09・予選1回戦のバンガー・シティFC戦でUEFAカップに初出場し、初ゴールも記録した。
2013年7月、ルーマニア1部のFCアストラ・ジュルジュからダン・ペトレスクが監督を務めていたロシア1部のFCディナモ・モスクワに移籍した。ディナモ・モスクワでは最終節のFCスパルタク・モスクワ戦で初ゴールを決めたが、3試合の出場に終わった。2014年8月、1年契約でFCアストラ・ジュルジュに復帰した。2015年6月23日、アゼルバイジャン・プレミアリーグのガバラFKに移籍。2016年8月20日、キプロス・ファーストディビジョンのオモニア・ニコシアに移籍。

## 代表
2010年3月3日、イスラエル戦でルーマニア代表デビューを果たした。同年6月5日、ホンジュラス戦で初ゴールを記録した。

## 個人成績
| 国際大会個人成績 | 国際大会個人成績       | 国際大会個人成績 | 国際大会個人成績 | 国際大会個人成績 | 国際大会個人成績 | 国際大会個人成績 |
| 年度             | クラブ                 | 背番号           | 出場             | 得点             | 出場             | 得点             |
| UEFA             | UEFA                   | UEFA             | UEFA EL          | UEFA EL          | UEFA CL          | UEFA CL          |
| ---------------- | ---------------------- | ---------------- | ---------------- | ---------------- | ---------------- | ---------------- |
| 2004-05          | シェリフ・ティラスポリ |                  | -                | -                | 4                | 0                |
| 2005-06          | シェリフ・ティラスポリ |                  | -                | -                | 4                | 1                |
| 2006-07          | シェリフ・ティラスポリ |                  | -                | -                | 4                | 0                |
| 2008-09          | ミッティラン           |                  | 3                | 1                | -                | -                |
| 2014-15          | アストラ・ジュルジュ   | 4                |                  |                  | -                | -                |
| 通算             | UEFA                   | UEFA             | 3                | 1                | 12               | 1                |